# With Ur Love
«With Ur Love» —en español: «Con tu Amor»— es una canción de la cantante británica Cher Lloyd, tomada de su álbum de estudio debut Sticks + Stones. Fue lanzado el 29 de octubre de 2011 como el segundo sencillo extraído del álbum. La canción cuenta con la voz invitada por la cantante estadounidense Mike Posner. Fue escrito por Shellback, Savan Kotecha, Max Martin y Mike Posner, y fue producido por Shellback. Musicalmente "With Ur Love" es una canción a medio tiempo, con elementos de bubblegum y R&B. Sus letras hablan de la euforia de estar enamorado. La canción debutó en el número cuatro en el Reino Unido, convirtiéndose en segundo top diez de Lloyd único.
Una versión no cuenta con Mike Posner fue lanzado en iTunes en los Estados Unidos. el 28 de agosto de 2012. Lloyd confirmó que la canción sería próximo sencillo en Estados Unidos en The Today Show el 30 de agosto de 2012, antes de una actuación en directo, pero su disquera decidió mantener el tema al igual que el "sencillo promocional" para apoyar a sus Estados Unidos álbum debut Sticks & Stones y anunció Oath como el segundo sencillo. Pero unos meses después, en enero de 2013 la canción fue anunciado como el tercero sencillo del comunicado de Estados Unidos, con Juicy J. El sencillo fue escuchado por primera vez en las radios el 5 de febrero de 2013.

## Antecedentes y lanzamiento
Después de la respuesta mixta y el éxito comercial de su primer sencillo "Swagger Jagger", Lloyd decidió lanzar "With Ur Love" como segundo sencillo del álbum. Lloyd comentó acerca de la diferencia entre las vías: "It's very different. The two songs are miles apart. My first single showed my attitude and aggressive style, while this one is more stripped-back with me being me. It basically gives you a good insight into what the album is going to be like, so I think it was a good choice." (En español: "Es muy diferente. Las dos canciones son millas de distancia. Mi primer sencillo mostró mi actitud y estilo agresivo, mientras que éste es más simplificada conmigo siendo yo misma. Básicamente, le da una buena idea de lo que el álbum va a ser como, por lo que creo que fue una buena elección.") Recibió su primera radiofónica el 21 de septiembre de 2011. La grabación se ha llevado a comparaciones con Avril Lavigne, y Lloyd se describe a sí misma la pista como una en ella, "actually gets to sing instead of jumping around like an idiot." (En español: "en realidad se pone a cantar en vez de saltar por ahí como un idiota.")

## Composición y grabación
"With Ur Love" fue compuesta por Lloyd, Savan Kotecha, Shellback, Max Martin y Mike Posner, mientras que la producción estuvo a cargo de Martin y Marinero. Mientras habló con Robert Copsey de Digital Spy, Lloyd comentó sobre cómo trabajar con Max Martin, declarando: "Max is a very private person. He doesn't rant and rave about his music, which is why I loved working with him. I want to be like that - I want to get my music out but not scream and shout about it." (En español: "Max es una persona muy privada No despotricar sobre su música, por lo que me encantó trabajar con él quiero ser así - Quiero que mi música fuera, pero no gritar y gritar al respecto.") Se cuenta con la voz de cantante Mike Posner. Posner comentó en una entrevista para Digital Spy sobre la colaboración:

"It was a great record. I think if it does get released, I think it could have the same kind of success. Max Martin and Cher did a really strong song. During my time with Cher I worked with an incredible singer, and I don't think she gets enough credit for her singing ability as she deserves. There's no autotune on there. It's just really, really great, but I think people forget about that because she can rap so well also. I don't see why she couldn't compete in the US. She's a great artist." (en español: "Fue un gran disco. Creo que si se pone en libertad, creo que podría tener el mismo tipo de éxito. Max Martin y Cher hicieron una canción muy fuerte. Durante mi tiempo con Cher trabajé con una cantante increíble, y yo no creo que tenga suficiente crédito por su capacidad de cantar como ella se merece. no hay autoajuste allí. es muy, muy grande, pero creo que la gente se olvida de eso porque ella puede rap muy bien también. yo no veo por qué que no podía competir en los Estados Unidos ella es una gran artista".)

## Recepción

### Comentarios de la crítica
La canción recibió críticas muy favorables de los críticos musicales. Robert Copsey de Digital Spy escribió: "Es dulce y azucarado con un borde adictivo fuerte". Plataforma Online comentó "Es pegadizo, y usted definitivamente se va a encontrar a sí mismo en 'ba da da da dum dum-ing ' antes del final del primer coro. Los versos muestran la voz que Lloyd posee, que no se muestra en su primer sencillo, y nos recuerda a todos que ella tiene realmente mucho talento vocal para ofrecer ". Nick Levine de BBC Music escribió que la canción es "No es fácil resistir como un pastel enfriando en la ventana de tu vecino".
Joe Ríos de No Ripcord acordaron, escribiendo: ". Es otra buena canción pegadiza, salvo por la odiosa parte de Mike Posner". Alexis Petridis de The Guardian dijo: "Esto es mucho mejor de lo que puedes esperar de un ex-concursante de The X Factor que falló".

## Video musical

### Antecedentes y desarrollo
La versión británica del video musical para la canción fue subido a YouTube el 5 de octubre de 2011. Lloyd filmó la mayor parte del video musical de "With Ur Love" en y el alrededor Basinghall Avenue, Londres, Inglaterra. La versión US del video musical fue grabado en los EE.UU en "The Hollywood Castle" el 15 de enero de 2013 en Los Ángeles, California. Fue lanzado el 14 de febrero en VEVO.

### Sinopsis

#### UK Version
Lloyd se ve riendo con unos amigos mientras se sienta en un dormitorio. Luego va y camina por las calles de Londres con sus amigos como globos gigantes en forma de corazón flotan a lo largo de las calles y un montón de pequeños colores se liberan en el aire. Posner se ve cantando desde una azotea con el telón de fondo de la ciudad de Londres detrás de él.

#### US Version
En la versión estadounidense del video musical, Lloyd se ve como una reina con poderes sobrenaturales que viven en un gran castillo con sus amigos que también parecen tener poderes sobrenaturales. En un día de lluvia un par de hombres se sienten atraídos por su castillo y pronto se invitó a Lloyd. El grupo se sienta para una cena juntos, a pesar de que sus clientes a encontrar la comida que se sirve como desagradables. Lloyd se pone un hechizo sobre los hombres para que actúen más extrovertido y hablador durante la comida. Cada uno de los hombres se van a otra parte del castillo de Lloyd donde son seducidos y encantados con sus amigos. Amigos de Lloyd cada roban esencia de los hombres y su esencia se pone en una pequeña botella. Lloyd y sus amigos pusieron la esencia en un caldero cuando Lloyd lanza un hechizo sobre él que crea su compañero ideal.

## Presentaciones en vivo
Lloyd interpretó la canción de The X Factor el 30 de octubre de 2011, el día de su lanzamiento en el Reino Unido. Ella interpretó "With Ur Love", junto con su primer sencillo, "Swagger Jagger", en X Factor de Ucrania el 19 de noviembre. En agosto de 2012 se reveló que "With Ur Love" servirá como tercer sencillo en Estados Unidos de Lloyd. Lloyd realiza entonces la pista el 30 de agosto en el Today Show, junto con "Want U Back".

## Posicionamiento en las listas
El 4 de noviembre de 2011, la canción debutó número 5 en Irlanda, siendo el segundo top 5 de Lloyd en Irlanda. A pesar de que algunos predijeron que la canción llegaría al número uno en Reino Unido, su mayor posición fue en el cuarto puesto en su primera semana por 74 030 copias vendidas. La canción vendió más que Swagger Jagger cuando debutó número uno ya que vendió 66 316 copias. "With Ur Love" es la cuarta canción más vendida en su primera semana en Reino Unido, ya que Only Girl (In The World) de Rihanna vendió 74 248 copias en el octubre de 2010. Se estima que la canción haya vendido 300 000 o 400 000 copias en total en Reino Unido. El sencillo promocional de Estados Unidos se estima 50 000 copias.

## Lista de canciones
- CD single[10]

1. "With Ur Love"
2. "With Ur Love" (Acoustic Version)

- Digital EP[11]

1. "With Ur Love" – 3:46
2. "With Ur Love" (Acoustic Version) – 3:45
3. "With Ur Love" (Alex Gaudino & Jason Rooney Remix) – 6:28
4. "With Ur Love" (Digital Dog Radio Edit) – 4:21
5. "With Ur Love" (Teka & SoulForce Reggae Remix) – 3:48

- US iTunes single

1. "With Ur Love" (Solo Version) - 3:22

- US Version

1. "With Ur Love" (featuring Juicy J)

## Posicionamiento en listas

### Semanales
| Listas (2011-13)                                  | Mejor posición |
| ------------------------------------------------- | -------------- |
| Australia (ARIA)                                  | 43             |
| Bélgica (Flandes) (Ultratip Bubbling Under)       | 11             |
| Irlanda (IRMA)                                    | 5              |
| Nueva Zelanda (Recorded Music NZ)                 | 16             |
| Escocia (Scottish Singles Sales Chart)            | 3              |
| Reino Unido (UK Singles Chart)                    | 4              |
| Estados Unidos Pop Songs (Billboard)              | 32             |
| Estados Unidos Bubbling Under Hot 100 (Billboard) | 1              |

### Certificaciones
| Country       | Provider | Certificación |
| ------------- | -------- | ------------- |
| Nueva Zelanda | RIANZ    | Oro           |
| Australia     | ARIA     | Oro           |